# Archaeoroncus
Genre
Archaeoroncus est un genre de pseudoscorpions de la famille des Neobisiidae.

## Distribution
Les espèces de ce genre sont endémiques de Croatie.

## Liste des espèces
Selon Ćurčić, Dimitrijević, Rađa, Makarov & Ilić, 2012 :
- Archaeoroncus aspalathos Ćurčić & Rađa, 2012
- Archaeoroncus dalmatinus (Hadži, 1933)
- Archaeoroncus salix Ćurčić & Rađa, 2012
- Archaeoroncus tenuis (Hadži, 1933)

## Publication originale
- Ćurčić, Dimitrijević, Rađa, Makarov & Ilić, 2012 : Archaeoroncus, a New Genus of Pseudoscorpions from Croatia (Pseudoscorpiones: Neobisiidae), with Descriptions of Two New Species. Acta Zoologica Bulgarica, vol. 64, no 4, p. 333-340.